# Олсен, Эрик Кристиан
Э́рик Кри́стиан О́лсен (англ. Eric Christian Olsen, род. 31 мая 1977, Юджин, Орегон) — американский актёр, наиболее известный по роли детектива Марти Дикса в сериале «Морская полиция: Лос-Анджелес».

## Ранние годы
Эрик Кристиан Олсен родился в американском городе Юджин, штат Орегон, в семье преподавателя английского языка в колледже Иллинойса и тренера в колледже Augustana College на Рок-Айленде Пола В. Олсена и капеллана Дженн Олсен (в девичестве Донстад). Семья Эрика имеет норвежские корни. Большую часть своего детства он провел в Беттендорфе, штат Айова, где учился в школе Bettendorf Middle and High School. Эрик не сразу заинтересовался актёрской игрой — будучи из спортивной семьи, он с детства много занимался спортом, в частности, играл в хоккей. Кроме этого, он изучал японский и китайский языки, писал в местную газету статьи.
Старший брат Эрика — бывший морской котик Дэвид Пол Олсен, иногда исполняет роль его дублера на съемочной площадке сериала Морская полиция: Лос-Анджелес. Там он и познакомился со свой женой, партнершей Эрика по сериалу, Даниэлой Руа.

## Карьера
В конце девяностых Эрик был вынужден переехать в Малибу, так как получил стипендию университета Pepperdine в Калифорнии. Его профилирующей дисциплиной было искусство, с упором на биологию и двойным упором на английский язык. Олсен изучал детскую психологию и собирался связать свою жизнь с медициной, до того, как всерьез заинтересовался актёрской игрой.
Так как Эрик не мог позволить себе проживание и питание в Малибу, он начал играть, чтобы заработать деньги. Сначала были роли в рекламных роликах, затем гостевые роли в сериалах, таких как «Скорая помощь», где он сыграл Трэвиса Митчелла — пациента умирающего от ожогов. В этом же году вышел фильм «Приключения короля Артура», в котором Эрик сыграл свою первую главную роль — Короля Артура. После этого начинающему актёру предложили главную роль Камерона Грина в сериале Fox TV «Будь собой», где он играл в паре с Энн Хэтэуэй. За эту роль в 2000 году Олсен и его коллеги по сериалу Джесси Айзенберг, Энн Хэтэуэй и Кайл Бренд Гибсон были номинированы на престижную премию «Молодой актёр».
В 2001 году вышел блокбастер «Пёрл Харбор», в котором Эрику досталась роль наводчика. В следующем году Олсен появился в одной из главных ролей в комедии «Цыпочка», в котором он играл с Рэйчел Макадамс, Робом Шнайдером и Анной Фэрис. Следующая роль — Ллойд Кристмас в фильме «Тупой и ещё тупее тупого: Когда Гарри встретил Ллойда», приквеле к фильму «Тупой и еще тупее». Хотя фильм провалился в прокате, и Эрик Олсен и Дерек Ричардсон получили номинацию в категории «самый худший актёр» премии Золотая малина, это не стало финалом его карьеры. Эрик продолжил работу, и уже вскоре получил роль в сериале «24». Далее актёру предстояла работа в остросюжетной картине «Сотовый», где он снялся с такими актёрами, как Крис Эванс, Ким Бейсингер и Джейсон Стейтем. В 2009 году вышел фильм под названием «План Б», в котором вместе с Эриком Олсеном снялась Джениффер Лопес. Также в 2011 году он снялся в научно-фантастическом фильме ужасов «Нечто».
С 2010 года Эрик играет детектива Марти Дикса в сериале Морская полиция: Лос-Анджелес. Его персонаж появился в двух эпизодах первого сезона. Во втором сезоне Эрик Олсен попал в основной состав сериала и делит съемочную площадку с Крисом О’Доннеллом и LL Cool J.

## Личная жизнь
На съемках сериала «Везунчик Сэм» Эрик познакомился с актрисой Сарой Райт. Они начали встречаться в 2007 году, и в октябре 2011 года объявили о помолвке. Свадьба состоялась 23 июня 2012 года в Вайоминге. У пары четверо детей: сын Уайатт Оливер Олсен (род. 16 августа 2013) и дочери Эзми Оливия Олсен (род. 9 августа 2016), Уинтер Стори Олсен (род. 15 сентября 2020) и Оушен Рэйн Олсен (род. 17 июня 2025).
Эрик Олсен со своей семьей живёт в Лос-Анджелесе. У него есть две собаки породы Акита-ину — Дакота и Дилайла.
В 2015 году чета появилась в передаче House Hunters, в которой они искали подходящий загородный дом возле Jackson Hole в Вайоминге, где Олсены поженились двумя годами ранее.
Рост Эрика — 1,88 м (6 футов и 2 дюйма).

## Фильмография
| Год       | Название                                              | Роль                     | Примечания                                                            |
| --------- | ----------------------------------------------------- | ------------------------ | --------------------------------------------------------------------- |
| 1997      | Вне веры: Правда или ложь                             | Адам                     | ТВ-сериал, эпизод «The Viewing»                                       |
| 1998      | Бег чёрной кошки                                      | Дежурный бензоколонки    | ТВ-фильм, в титрах указан как «Эрик Олсен»                            |
| 1999      | Турки                                                 | Кевин Уильямс            | ТВ-сериал, эпизод «Friends & Strangers»                               |
| 1999      | Приключения короля Артура                             | Арти/Король Артур        | ТВ-фильм                                                              |
| 1999      | Скорая помощь                                         | Тревис Митчелл           | ТВ-сериал, эпизод «Responsible Parties»                               |
| 1999-2000 | Будь собой                                            | Кэмерон Грин             | ТВ-сериал, основной состав (22 серии)                                 |
| 2000      | Lessons Learned                                       | Кевин Уильямс            | ТВ-фильм                                                              |
| 2001      | Злюки — отстой!                                       | Ник                      | Короткометражный фильм                                                |
| 2001      | Ruling Class                                          | Билл Ольжевски           | ТВ-фильм                                                              |
| 2001      | Перл Харбор                                           | Стрелок                  |                                                                       |
| 2001      | Тайны Смолвиля                                        | Молодой Гарри Болстон    | ТВ-сериал, эпизод «Hourglass»                                         |
| 2001      | Недетское кино                                        | Остин                    |                                                                       |
| 2002      | Местные ребята                                        | Рэнди Добсон             |                                                                       |
| 2002      | Цыпочка                                               | Джейк                    |                                                                       |
| 2002      | 24                                                    | Джон Мейсон              | ТВ-сериал, эпизод «Day 2: 2:00 p.m.-3:00 p.m.»                        |
| 2003      | Тупой и ещё тупее тупого: Когда Гарри встретил Ллойда | Ллойд                    |                                                                       |
| 2004      | Сотовый                                               | Чад Томпсон              |                                                                       |
| 2004      | Заложники пустыни                                     | Джош                     |                                                                       |
| 2005      | Вернуть из мёртвых                                    | Дженсен Ричи             | ТВ-сериал, 5 серий                                                    |
| 2004      | Заложники пустыни                                     | Джош                     |                                                                       |
| 2006      | Пивфест                                               | Гюнтер                   |                                                                       |
| 2006      | Прощальный поцелуй                                    | Кенни                    |                                                                       |
| 2006-2007 | Везунчик Сэм                                          | Салли Салливан           | ТВ-сериал, основной состав (17 серий)                                 |
| 2007      | Лицензия на брак                                      | Карлайл                  |                                                                       |
| 2007      | Приключения сценаристки в дебрях Голливуда            | Джейсон «Крюгер» Лэнгдон | ТВ-фильм                                                              |
| 2007      | Мстители                                              | Студент по обмену        |                                                                       |
| 2007      | Холм                                                  | Мэтт О’Брайен            | ТВ-фильм                                                              |
| 2008      | Чистка до блеска                                      | Рэнди                    |                                                                       |
| 2008      | На крючке                                             | Крейг                    |                                                                       |
| 2008-2009 | Братья и сёстры                                       | Кайл                     | ТВ-сериал, 6 серий                                                    |
| 2009      | Зажги этим летом!                                     | Ник Брэди                |                                                                       |
| 2009      | Шесть жён Генри Лефэя                                 | Ллойд                    |                                                                       |
| 2009-2010 | Сообщество                                            | Вон Миллер               | ТВ-сериал, 4 серии                                                    |
| 2010      | План Б                                                | Клайв                    |                                                                       |
| 2010-2023 | Морская полиция: Лос-Анджелес                         | Марти Дикс               | ТВ-сериал, 1 сезон — гостевой персонаж, со 2 сезона — основной состав |
| 2010      | Сорвиголова Кик Бутовски                              | Уэйд                     | Озвучка, 7 эпизодов                                                   |
| 2010      | Соседи из ада                                         | Уэйн                     | Озвучка, 3 эпизода                                                    |
| 2010-2012 | Фабрика героев                                        | Уильям Фурно             | Озвучка, 7 эпизодов                                                   |
| 2011      | Нечто                                                 | Адам Финч                |                                                                       |
| 2012      | Селеста и Джесси навеки                               | Стив Такер               |                                                                       |
| 2015      | Warning Labels                                        | Тад                      | Короткометражный фильм                                                |
| 2015      | Банда грабителей                                      | Сид Сойер                | Постпродакшн                                                          |
| 2017      | Битва полов                                           | Лорни Куле               |                                                                       |